# 卷葉叢本蘚
卷葉叢本蘚（学名：Anoectangium thomsonii）为叢蘚科叢本蘚屬下的一个种。

## 扩展阅读
- 維基物種上的相關：卷葉叢本蘚